# (6991) Chichibu
(6991) Chichibu (1995 AX) – planetoida z grupy pasa głównego asteroid okrążająca Słońce w ciągu 3,72 lat w średniej odległości 2,4 j.a. Odkryta 6 stycznia 1995 roku.